# Ensemble Project Ars Nova
Ensemble Project Ars Nova, también conocido simplemente como Ensemble P.A.N. es un grupo especializado en música medieval. Fue fundado en el seno de la Schola Cantorum Basiliensis, en Suiza, por un grupo de artistas de origen estadounidense. Su presentación tuvo lugar en 1982 en el "Festival Estival" de París.
Los componentes iniciales fueron Laurie Monahan (mezzo-soprano), Michael Collver (contratenor, corno muto) y Crawford Young (laúd). A partir de 1984, se juntaron al grupo Shira Kammen (instrumentos de cuerda frotada) y John Fleagle (tenor, arpa medieval).
El nombre del grupo deriva de uno de los tratados musicales más importantes del siglo XIV: el Ars Nova de Philippe de Vitry, el cual dio nombre a un periodo de la música medieval conocido como Ars nova.

## Discografía
- 1985 - Jacopo da Bologna. Italienische Madrigale des 14. Jahrhunderts. Ars Musici AM 1274-2.
- 1989 - Ars Magis Subtiliter. Secular Music of the Chantilly Codex. New Albion 021.
- 1991 - Le Roman de Fauvel. Ensemble P.A.N. y The Boston Camerata (Joel Cohen, dir.). Apex (Warner) 2564-62038-2.
- 1991 - The Island of St. Hylarion. Music of Cyprus: 1413-1422. New Albion 038.
- 1992 - Hommage to Ciconia. Secular music ca. 1370 - 1412. New Albion 048.
- 1993 - Machaut: Remède de Fortune. New Albion 068.
- 1995 - Angeli. Music of Angels. Ensemble P.A.N. y Tapestry. Telarc 80448.
- 1995 - Kyr: Unseen Rain. Ensemble P.A.N. y Back Bay Chorale. New Albion 075. . La música es del compositor contemporáneo Robert Kyr, sobre textos de Guillaume de Machaut, Hildegard von Bingen, Jean Joubert, Arthur Rimbaud, Jorge Luis Borges, etc.